# Gela Bezsuasvili
Gela Bezsuasvili (grúzul: გელა ბეჟუაშვილი; Mangliszi, 1967. március 1.) grúz diplomata és politikus, 2005 novembere és 2008 januárja között Grúzia külügyminisztere volt. 2008. január 31-től államtitkári rangban a grúz hírszerző szolgálat vezetője.
Felsőfokú tanulmányait Kijevben, a Tarasz Sevcsenko Állami Egyetem Nemzetközi Kapcsolatok és Jogi Intézetében végezte, 1991-ben kapott nemzetközi jogi diplomát. 1997-ben az Edmund S. Muskie Graduate Fellowship Program keretében a dallasi Southern Methodist University-n posztgraduális képzésen vett részt, majd 2003-ban a Cambridge-i Harvard University államigazgatási intézetében (John-F.-Kennedy School of Government) tanult.
Az 1990-es évek elejétől Grúzia külügyminisztériumában dolgozott. 1993–1996 között Grúzia rendkívüli és meghatalmazott követe volt Kazahsztánban. Hazatérése után a külügyminisztériumban   aktív résztvevője volt az Európa Tanáccsal folytatott tárgyalásoknak, grúz részről ő volt a főtárgyaló. (Grúzia 1999-ben csatlakozhatott az Európa Tanácshoz.)
2000-ben, Eduard Sevardnadze elnöksége idején, párton kívüliként a védelmi miniszter helyettesévé nevezték ki, ezt a posztot 2004-ig töltötte be. 2004 februárjában Miheil Szaakasvili elnök védelmi miniszterré nevezte ki. 2004 júniusáig maradt hivatalában mint az ország történetének első civil védelmi minisztere. 2004 júniusában a Grúz Nemzetbiztonsági Tanács titkárává, majd 2005. október 19-én külügyminiszterré nevezték ki.
Külügyminiszteri tisztségéből 2008 januárjában mentették fel. Ezt követően olyan hírek terjedtek el, hogy visszavonul a közélettől és az üzleti szférában folytatja pályafutását. Erre azonban nem került sor, 2008. január 30-án az elnök őt nevezte ki a grúz hírszerző szolgálat élére. (Ezen a poszton Anna Zsvaniát váltotta.)
Tudományos tevékenységet is folytat. 2000-től részt vett egy nemzetközi jogi kutatási programban. Több jogi szakcikk szerzője. 2003-ban jelent meg angolul A grúz külpolitika nemzetközi jogi vonatkozásai című könyve.
Bezsuasvili nős, két fia van. Angolul, spanyolul és oroszul beszél. Testvére Davit Bezsuasvili üzletember, az Mze TV és a Rusztavi 2 televíziós csatornák társtulajdonosa, egyúttal az Egyesült Nemzeti Mozgalom frakciójának tagjaként a grúz parlament képviselője.

## Művei
- Gela Bezhuashvili: International legal aspects of Georgian Foreign Policy. RAOE, Tbiliszi 2003, ISBN 99928-30-46-8

## Külső hivatkozások
- Életrajza Grúzia Külügyminisztériuma honlapján (angolul)